# Alguashte
Alguashte, alhuashte, aihuashte, aiguashte o aiguaste (llamado pepitoria en El Salvador)  es una especia en polvo, condimento típico de la gastronomía de El Salvador o cocina popular salvadoreña, elaborado a partir de la semilla molida (pepitas) del ayote (planta cucurbitácea cultivada en El Salvador, parecida a la calabaza); y se utiliza en las comidas dulces o saladas. Esta tiene un color verdoso. 

## Elaboración
Sencillo de elaborar, es a menudo preparado en casa, tostando las semillas de ayote  y luego moliéndolas; sin embargo, también se puede comprar ya elaborado y envasado, así como también a vendedores ambulantes en los mercados.

## Usos
Se añade a los alimentos, a menudo como una adición a una comida o refrigerio, como frutas como por ejemplo a mango verde (Mangifera indica), pepino, así como también a sopas o atoles como el atol shuco o cangrejos en alguashte; y usualmente como aderezo junto con sal, limón, salsa "el negrito" y salsa picante (chile). De igual forma se utiliza como aderezo con el pescado salado o con la iguana y garrobo. En las zonas populares, también se ocupa como un ingrediente para la minuta (con limón, sal y alhuashte). Además, en algunos casos se utiliza con el "chirmol" (tomate, cilantro y cebolla picados, limón y sal). 